# Black Hawk (videogioco)
Black Hawk è un videogioco sparatutto a scorrimento con un moderno cacciabombardiere ala a delta, pubblicato nel 1984 per Commodore 64 e ZX Spectrum dalla Creative Sparks, etichetta del gruppo britannico Thorn Emi.

## Modalità di gioco
Il giocatore pilota il sofisticato aereo Black Hawk contro un arcipelago strategico in mano al nemico. Le isole sono difese da contraerea, carri armati, missili, aerei, elicotteri e ospitano varie infrastrutture come centri di comando, ferrovie, elettrodotti (fabbriche su Spectrum). Durante il gioco si possono alternare due fasi, entrambe a scorrimento verticale continuo verso l'alto sugli stessi sfondi: la fase di attacco e quella di difesa.
In attacco si comanda il proprio sistema elettronico di guida dei missili. Il Black Hawk non è visibile, si trova più indietro rispetto all'inquadratura e in questa fase non può essere danneggiato. Appare solo un piccolo indicatore in basso della posizione orizzontale e quando il giocatore lancia un missile appare un mirino per dirigerlo. Il missile parte effettivamente solo quando si inquadra un bersaglio o si rilascia il pulsante di fuoco, e crea un'esplosione che può distruggere sia bersagli di terra sia d'aria. Quando almeno uno dei nemici mobili riesce ad attraversare indenne lo schermo ed esce dal bordo inferiore si passa alla fase difensiva, riconoscibile anche dalla cornice dello schermo che cambia colore.
In difesa il Black Hawk è direttamente visibile, si muove in orizzontale lungo la base dello schermo e può essere distrutto dai nemici perdendo una delle vite. L'arma è ora il classico cannone che spara dritto in avanti. Appena eliminati tutti i nemici mobili presenti si torna alla fase di attacco.
Gli obiettivi primari sono le piste di atterraggio e le basi missilistiche. In generale è importante colpire le installazioni di terra nella fase di attacco; non sono direttamente pericolose, ma contano di più per il punteggio e alcune basi controllano i velivoli, il cui numero è inversamente proporzionale alle installazioni distrutte. Oltre al punteggio ordinario, dopo ogni livello si riceve una valutazione percentuale in base alla quantità di missili andati a segno; la percentuale determina quali armi addizionali saranno disponibili nel livello successivo. Le armi sono, in ordine di percentuale minima richiesta:
- sistema ECM che segnala il tipo di mezzi nemici in arrivo, permettendo di attaccarli prima ancora che compaiano sullo schermo;
- cannone "X" a doppia potenza;
- Blitvig, ovvero delle smart bomb in quantità variabile;
- invulnerabilità temporanea, attivabile una sola volta.

Ci sono 8 livelli corrispondenti ad altrettante isole, giocabili a due livelli di difficoltà generale. 
Il tema introduttivo è il brano di musica classica Cavalcata delle Valchirie.